# Microregiunea Edelény
Microregiunea Edelény (în maghiară Edelényi kistérség) a fost o microregiune statistică (kistérség) din județul Borsod-Abaúj-Zemplén, Ungaria.
Cu o populație de 33.795 locuitori și o suprafață de 783,23 km2, aceasta a existat până în 2014, când în Ungaria, microregiunile ”kistérségek” au fost înlocuite de districte (járások).